# Llewelyn Powys

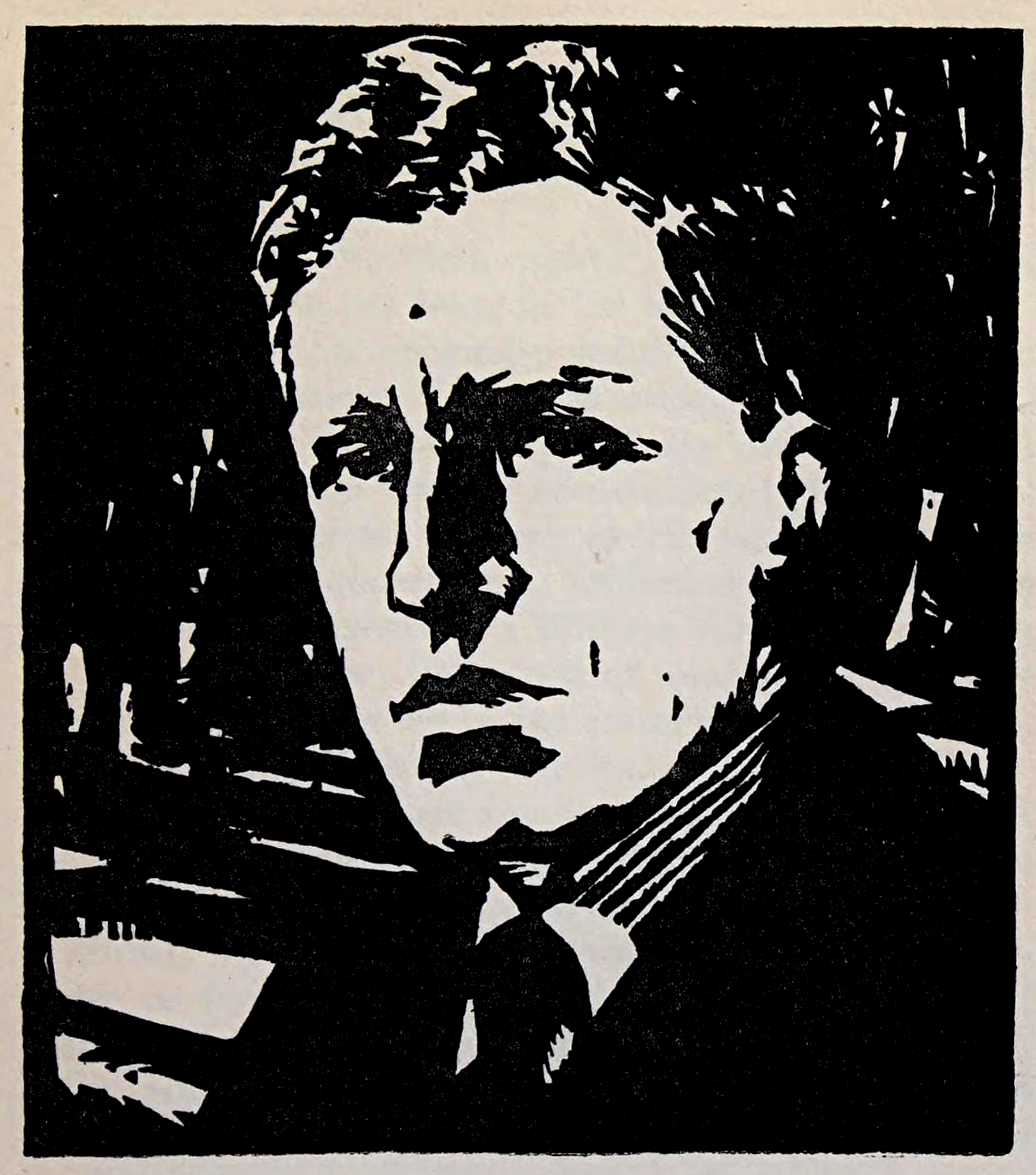
Llewelyn Powys

Llewelyn Powys (Dorchester, 13 augustus 1884 - 2 december 1939) was een Brits schrijver en een jongere broer van de schrijvers John en Theodore Powys. 
Powys werd geboren als zoon van een Welshe predikant en genoot opleidingen aan de Sherborne School en het Corpus Christi College van de Universiteit van Cambridge. Toen hij lezingen gaf in de Verenigde Staten liep hij tuberculose op. Na zijn terugkeer naar Engeland in 1909 ging Powys opnieuw reizen en woonde hij een tijdje in Zwitserland. De tijd die hij in Brits Oost-Afrika doorbracht, op een boerderij met zijn broer William (1914-1919), bleek een grote inspiratie voor zijn schrijfwerk. Naast schrijven over zijn levenservaringen, bracht Powys ook een roman (Apples Be Ripe in 1930) uit en een biografie van Henry Hudson in 1927. Zijn boek The Pathetic Fallacy werd opgenomen in de Thinker's Library.